# 移動互聯（中國）
移動互聯（中國）控股有限公司，簡稱移動互聯（中國）控股和移動互聯（中國）（英語：Mobile Internet (China) Holdings Limited，港交所：1439），在2005年由陳衛偉（主席）於江西宜春（總部）成立「鴻聖（江西）彩印包裝實業有限公司」，前身為「中華包裝控股發展有限公司」。
業務在中國內地經營柔印纸箱及柯式印刷纸箱的设计、制造、印刷及销售。
股份在2014年1月13日於港交所主板上市。招股價為0.4至0.6港元之間，發行新股為2億股，集資額為1.2億港元。

## 連結
- hs-pack.com